# 王憲嫄
王 憲嫄（おう けんげん）は、南朝宋の孝武帝劉駿の皇后。本貫は琅邪郡臨沂県。

## 経歴
王偃の娘として生まれた。元嘉20年（443年）、武陵王妃に封じられた。劉駿の寵愛を受け、前廃帝劉子業・豫章王劉子尚・山陰公主劉楚玉・臨淮公主劉楚佩・皇女劉楚琇・康楽公主劉修明を産んだ。元嘉30年（453年）2月、劉駿が劉劭を討つと、憲嫄は路恵男とともに尋陽に留まった。5月、反乱が平定されると、憲嫄は建康に入って、皇后に立てられた。
大明4年（460年）3月、憲嫄は六宮を率いて西郊で躬桑の儀式をおこない、皇太后の路恵男がその儀礼を観覧した。大明8年（464年）閏5月に劉子業が即位すると、7月に憲嫄は皇太后となり、永訓宮と称された。同年8月23日、含章殿にて崩じた。享年は38。9月、景寧陵に陪葬された。諡は文穆皇后といった。

## 伝記資料
- 『宋書』巻41 列伝第1
- 『南史』巻11 列伝第1